# Večernje novosti
Večernje novosti, en serbe cyrillique Вечерње новости, est un quotidien serbe publié à Belgrade. Il a été fondé en 1953 en tant que journal du soir. Il est souvent familièrement appelé Novosti.

## Histoire
Večernje novosti a été fondé en 1953 au moment de la crise de Trieste.
Plus récemment, Novosti a été associé au régime de Slobodan Milošević, dont le journal fut un des porte-parole. Après la Révolution des bulldozers (5 octobre 2000, le rédacteur en chef de l'époque, Dušan Cukić, proche de Milošević, a été remplacé par Manojlo Vukotić, avec comme mission de modifier l'image ultra-conservatrice du journal.
Le 4 février 2006, le joueur de basket-ball Vlade Divac a exprimé son intention d'investir dans Novosti, . Et deux groupes de presse, Westdeutsche Allgemeine Zeitung et Northcliffe, une division du Daily Mail and General Trust ont également, peu après, manifesté leur désir de participer au capital du journal.